# Comuna Srbobran
Srbobran este o comună localizată în partea de nord a Serbiei (Voivodina), în Districtul Bačka de Sud. Comuna cuprinde orașul Srbobran și 2 sate.

## Localități componente
- Srbobran
- Turija
- Nadalj